# Animal Politics EU

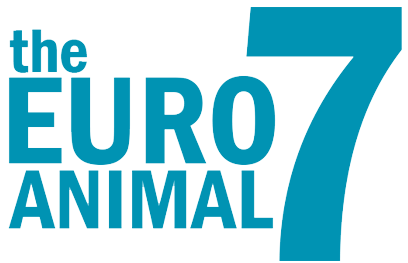
Simbolo di Euro Animal 7

Animal Politics EU (APEU) è un'alleanza politica europea costituita nel 2014 che raggruppa 11 partiti animalisti europei.

## Storia
Il raggruppamento viene fondato nel 2014 da sette partiti animalisti europei con il nome Euro Animal 7. Nella VIII legislatura del Parlamento europeo vennero eletti due animalisti: Anja Hazekamp del Partito per gli Animali olandese e Stefan Eck del Partito per l'Umanità, l'Ambiente e la Protezione degli Animali tedesco, il quale si dissociò dal partito nel 2015 per rimanere come indipendente. Sedevano entrambi nel gruppo confederale della Sinistra Unitaria Europea/Sinistra Verde Nordica.
Nel dicembre 2017, nel corso di un congresso all'Aia, aderiscono altri 4 partiti animalisti, tra cui il Partito Animalista Italiano, e il gruppo assume il nome attuale Animal Politics EU. Contestualmente viene redatto il Manifesto Animalista Europeo, presentato nell'aprile 2019 con il titolo: Animal Politics EU: May we have your votes, please?. Il gruppo annuncia inoltre di puntare all'elezione di 5-7 eurodeputati.
Alle elezioni europee del 2019 i partiti affiliati al gruppo eleggono tre europarlamentari: l'olandese Anja Hazekamp, che si iscrive al gruppo della Sinistra; il tedesco Martin Buschmann, che aderisce allo stesso gruppo e poi passa al gruppo dei non iscritti; il portoghese Francisco Guerreiro, che aderisce al gruppo Verdi/ALE. Questi ultimi due, peraltro, lasciano successivamente i loro rispettivi partiti nazionali rimanendo europarlamentari indipendenti.

## Manifesto Animalista Europeo
Il 4 aprile 2019 è stato presentato il Manifesto Animalista Europeo, cioè il primo manifesto animalista della storia. Esso contiene le priorità comuni perseguite dei partiti animalisti europei che vi hanno aderito, ovvero le seguenti:
- Aumentare lo status morale e legale degli animali;
- Migliorare il benessere degli animali allevati a fini agricoli e assicurare una corretta applicazione della legislazione sul benessere degli animali in tutti gli Stati membri dell'UE;
- Eliminare gradualmente le pratiche agricole dannose per gli animali e riorientare i sussidi dell'UE lontano dal settore dell'allevamento intensivo, verso un'agricoltura sostenibile, a base vegetale e biologica;
- Terminare il crudele trasporto a lunga distanza di animali vivi all'interno e all'esterno dell'UE;
- Interrompere la pesca eccessiva all'interno e all'esterno delle acque europee;
- Abbandono progressivo della sperimentazione sugli animali con obiettivi vincolanti per la sua riduzione e la sostituzione, combinato con incentivi per metodi di test alternativi
- Estinguere le deroghe legali e le sovvenzioni per le cosiddette tradizioni culturali e religiose che implicano la crudeltà verso gli animali, come la corrida, la macellazione senza stordimento e la produzione di foie gras;
- Combattere il commercio illecito di animali domestici nell'UE e fermare il trattamento barbarico di cani e gatti randagi in Europa;
- Attuare un divieto di caccia e vietare l'importazione di trofei della fauna selvatica;
- Chiudere tutti gli allevamenti di animali da pelliccia in Europa e vietare le importazioni di pellicce da paesi terzi;
- Rimuovere pesticidi pericolosi e sostanze chimiche dannose per il sistema endocrino dal mercato;
- Combattere il cambiamento climatico sostenendo uno spostamento verso uno stile di vita vegetale, implementando a riduzioni delle emissioni di CO2 per le aziende e l'accelerazione per realizzare un passaggio completo alle energie rinnovabili;
- Realizzare trasporti pubblici efficienti e facilmente accessibili, in alternativa ai viaggi aerei.

## Partiti aderenti

### Seggi
| Stato       | Membro                                                          | Seggi nella X legislatura | Seggi nella IX legislatura        | Seggi nella VIII legislatura |
| ----------- | --------------------------------------------------------------- | ------------------------- | --------------------------------- | ---------------------------- |
| Belgio      | Per gli Animali                                                 | 0 / 720                   | 0 / 705                           | 0 / 751                      |
| Cipro       | Partito degli Animali di Cipro                                  | 0 / 720                   | 0 / 705                           | 0 / 751                      |
| Finlandia   | Eläinoikeuspuolue                                               | 0 / 720                   | 0 / 705                           | 0 / 751                      |
| Francia     | Partito Animalista                                              | 0 / 720                   | 0 / 705                           | 0 / 751                      |
| Germania    | Partito per l'Umanità, l'Ambiente e la Protezione degli Animali | 1 / 720                   | 0 / 7051 eletto, poi indipendente | 1 / 751                      |
| Italia      | Partito Animalista Italiano                                     | 0 / 720                   | 0 / 705                           | 0 / 751                      |
| Paesi Bassi | Partito per gli Animali                                         | 1 / 720                   | 1 / 705                           | 1 / 751                      |
| Portogallo  | Persone-Animali-Natura                                          | 0 / 720                   | 0 / 7051 eletto, poi indipendente | 1 / 751                      |
| Regno Unito | Animal Welfare Party                                            | 0 / 720                   | 0 / 705                           | 0 / 751                      |
| Spagna      | Partito Animalista Contro il Maltrattamento degli Animali       | 0 / 720                   | 0 / 705                           | 0 / 751                      |
| Svezia      | Djurens parti                                                   | 0 / 720                   | 0 / 705                           | 0 / 751                      |

### Per gli Animali (Belgio)
Per gli Animali (in fiammingo DierAnimal) venne fondato alla fine del 2017. Il partito ha partecipato per la prima volta alle elezioni durante le elezioni federali e regionali belghe del 2019, in occasione delle quali ha ottenuto un seggio nella regione di Bruxelles-Capitale. In occasione delle contestuali elezioni europee dello stesso anno invece si presentò soltanto nella circoscrizione germanofona, ottenendo lo 0,01% dei voti a livello nazionale.

### Partito Animalista Italiano

Logo del partito Animalista Italiano

Membro italiano di Animal Politics EU e partecipe alla creazione del "Manifesto Animalista Europeo", il Partito Animalista Italiano (PAI) è stato fondato il 4 luglio 2006 dall'avvocato e attivista per i diritti animali Cristiano Ceriello. Gli obiettivi principali del Partito Animalista Italiano sono la Liberazione Animale e la salvezza del pianeta Terra dal riscaldamento globale.
Nel 2019, il Partito Animalista Italiano, con Cristiano Ceriello capolista in tutta Italia, ha partecipato alle elezioni europee ottenendo a livello nazionale una percentuale dello 0,6%.
Alle regionali del settembre 2020 il Partito Animalista Italiano ha ottenuto l'1,64% in Valle d'Aosta, lo 0,33% in Puglia e l'1,43% in Campania, eleggendo nel consiglio regionale di quest'ultima il consigliere Livio Petitto, eletto però in quota di Davvero - Sostenibilità e Diritti. Nel luglio 2021 il consigliere regionale campano Felice Di Maiolo formalizza in aula il cambio di denominazione della componente del gruppo misto di cui fa parte in “Fare Democratico - Partito Animalista Italiano”.
Nelle elezioni del 2022, a causa di una diversa interpretazione della stessa norma elettorale, l'esenzione alle firme di cui dotato è stata riconosciuta soltanto in Emilia-Romagna, Calabria e Campania 2. Il Partito Animalista ha ottenuto lo 0,67% in Emilia Romagna quale miglior risultato di circoscrizione. Per questi motivi, il Partito Animalista Italiano ha presentato ricorso presso la Corte europea dei diritti dell'uomo che è stato dichiarato ammissibile il 13 febbraio 2023.
A tre mesi delle elezioni europee del 2024 il governo con l'appoggio del Parlamento realizza la norma "taglia esenzioni". Questa nuova norma viene interpretata in modi diversi. L'ufficio elettorale della circoscrizione meridionale sostiene che non si possa cambiare la legge elettorale a pochi mesi dal voto, quindi la considera valida dalle successive elezioni. Gli uffici elettorali delle altre circoscrizioni invece la ritengono valida da subito e quindi respingono l'esenzione del Partito Animalista. Per questo motivo il Partito Animalista risulta dotato di esenzione e votabile esclusivamente nella circoscrizione meridionale. In questa occasione forma una lista unitaria con Italexit per l'Italia raccogliendo solo lo 0,61% nella circoscrizione meridionale.

### Animal Welfare Party (Regno Unito)
Fondato nel dicembre 2006 come Animals Count! (e registrato presso la Commissione elettorale nel mese successivo), il partito ha adottato il nome attuale nel 2013. Ha presentato propri candidati alle elezioni europee del 2014 (ottenendo 21.092 voti) e a quelle del 2019 (ottenendo 25.232 voti), senza ottenere seggi.